# Sure (Drôme)
Die Sure ist ein kleiner Fluss in Frankreich, der im Département Drôme in der Region Auvergne-Rhône-Alpes verläuft. Sie entspringt im nördlichen Gemeindegebiet von Saint-Julien-en-Quint, entwässert generell in südlicher Richtung durch den Regionalen Naturpark Vercors und mündet nach rund 18 Kilometern im Gemeindegebiet von Sainte-Croix als rechter Nebenfluss in die Drôme.  

## Orte am Fluss
(Reihenfolge in Fließrichtung)
- La Cime, Gemeinde Saint-Julien-en-Quint
- Saint-Julien-en-Quint
- Saint-Étienne, Gemeinde Saint-Andéol
- Saint-Andéol
- Vachères-en-Quint
- Sainte-Croix